# Конегу-Маринью
Конегу-Маринью (порт. Cônego Marinho) — муниципалитет в Бразилии, входит в штат Минас-Жерайс. Составная часть мезорегиона Север штата Минас-Жерайс. Входит в экономико-статистический микрорегион Жануария. Население составляет 6374 человека на 2006 год. Занимает площадь 1617,916 км². Плотность населения — 3,9 чел./км².

## Статистика
- Валовой внутренний продукт на 2003 год составляет 13 640 952,00 реалов (данные: Бразильский институт географии и статистики).
- Валовой внутренний продукт на душу населения на 2003 год составляет 2124,43 реалов (данные: Бразильский институт географии и статистики).
- Индекс развития человеческого потенциала на 2000 год составляет 0,639 (данные: Программа развития ООН).